# Wanderheim Faselstall
Das Wanderheim Faselstall ist ein Wanderheim des Pfälzerwald-Vereins.

## Lage
Das Wanderheim befindet sich inmitten des Siedlungsgebiets der Ortsgemeinde Trippstadt in der örtlichen Hauptstraße und trägt die Nummer 116. Das Gebäude liegt inmitten eines Dreiecks, das aus den Straßen Hauptstraße, Friedhofstraße und Am Steinhübel gebildet wird.

## Geschichte
Das Bauwerk wurde 1924 aus Buntsandstein errichtet und diente während der ersten Jahrzehnte seines Bestehens den örtlichen Kleinbauern der Tierhaltung. Die Gemeinde war seinerzeit dazu verpflichtet, männliche Zuchttiere zu halten, die damals „Fasel“ genannt wurden. Die besagte Verpflichtung endete während der 1960er Jahre. In den folgenden zwei Jahrzehnten nahm das Gebäude unterschiedliche Funktionen ein, beispielsweise diente es der örtlichen Feuerwehr und als Garage; außerdem beherbergte es eine Wohnung. Mitte der 1980er Jahre war es sehr stark heruntergekommen, sodass der Abriss in Erwägung gezogen wurde. Schließlich kaufte der Pfälzerwald-Verein der Gemeinde das Bauwerk ab, der es daraufhin sanieren und in ein Wanderheim umbauen ließ; als Architekt fungierte Josef Weimer.

## Betrieb
Der Faselstall wird von der Ortsgruppe Trippstadt des Pfälzerwald-Vereins betrieben. Es fungiert als Selbstversorgerhaus, da eine Konkurrenz mit der örtlichen Gastronomie vermieden werden soll und besitzt eine Kapazität von 25 Betten sowie einen Aufenthaltsraum für 50 Personen.

## Tourismus
Am Wanderheim führt der mit einem roten Balken markierte Fernwanderweg Donnersberg–Donon vorbei.